# Veigy-Foncenex
Veigy-Foncenex és un municipi francès situat al departament de l'Alta Savoia i a la regió d'Alvèrnia-Roine-Alps. L'any 2007 tenia 3.151 habitants.

## Demografia

### Població
El 2007 la població de fet de Veigy-Foncenex era de 3.151 persones. Hi havia 1.267 famílies de les quals 340 eren unipersonals (106 homes vivint sols i 234 dones vivint soles), 403 parelles sense fills, 429 parelles amb fills i 95 famílies monoparentals amb fills.
La població ha evolucionat segons el següent gràfic:
Habitants censats

### Habitatges
El 2007 hi havia 1.608 habitatges, 1.290 eren l'habitatge principal de la família, 245 eren segones residències i 73 estaven desocupats. 1.082 eren cases i 511 eren apartaments. Dels 1.290 habitatges principals, 979 estaven ocupats pels seus propietaris, 278 estaven llogats i ocupats pels llogaters i 32 estaven cedits a títol gratuït; 36 tenien una cambra, 92 en tenien dues, 184 en tenien tres, 234 en tenien quatre i 744 en tenien cinc o més. 1.146 habitatges disposaven pel capbaix d'una plaça de pàrquing. A 552 habitatges hi havia un automòbil i a 670 n'hi havia dos o més.

### Piràmide de població
La piràmide de població per edats i sexe el 2009 era:
| Homes | Edats   | Dones |
| ----- | ------- | ----- |
| 4     | 95 o +  | 0     |
| 0     | 90 a 94 | 0     |
| 4     | 85 a 89 | 8     |
| 16    | 80 a 84 | 20    |
| 24    | 75 a 79 | 24    |
| 28    | 70 a 74 | 40    |
| 48    | 65 a 69 | 48    |
| 48    | 60 a 64 | 52    |
| 96    | 55 a 59 | 72    |
| 96    | 50 a 54 | 148   |
| 136   | 45 a 49 | 120   |
| 120   | 40 a 44 | 116   |
| 56    | 35 a 39 | 108   |
| 84    | 30 a 34 | 108   |
| 68    | 25 a 29 | 60    |
| 40    | 20 a 24 | 48    |
| 112   | 15 a 19 | 92    |
| 84    | 10 a 14 | 64    |
| 72    | 5 a 9   | 104   |
| 64    | 0 a 4   | 76    |

## Economia
El 2007 la població en edat de treballar era de 2.109 persones, 1.608 eren actives i 501 eren inactives. De les 1.608 persones actives 1.497 estaven ocupades (784 homes i 713 dones) i 112 estaven aturades (46 homes i 66 dones). De les 501 persones inactives 130 estaven jubilades, 180 estaven estudiant i 191 estaven classificades com a «altres inactius».

### Ingressos
El 2009 a Veigy-Foncenex hi havia 1.194 unitats fiscals que integraven 2.850 persones, la mediana anual d'ingressos fiscals per persona era de 31.821 €.

### Activitats econòmiques
Dels 111 establiments que hi havia el 2007, 3 eren d'empreses alimentàries, 3 d'empreses de fabricació d'altres productes industrials, 9 d'empreses de construcció, 18 d'empreses de comerç i reparació d'automòbils, 1 d'una empresa de transport, 10 d'empreses d'hostatgeria i restauració, 1 d'una empresa d'informació i comunicació, 2 d'empreses financeres, 17 d'empreses immobiliàries, 10 d'empreses de serveis, 22 d'entitats de l'administració pública i 15 d'empreses classificades com a «altres activitats de serveis».
Dels 33 establiments de servei als particulars que hi havia el 2009, 1 era una oficina de correu, 1 una oficina bancària, 1 funerària, 1 taller de reparació d'automòbils i de material agrícola, 1 establiment de lloguer de cotxes, 1 paleta, 2 guixaires pintors, 1 fusteria, 1 lampisteria, 2 electricistes, 1 empresa de construcció, 4 perruqueries, 1 veterinari, 7 restaurants, 5 agències immobiliàries i 3 salons de bellesa.
Dels 9 establiments comercials que hi havia el 2009, 3 eren fleques, 1 una fleca, 1 una peixateria, 2 botigues de mobles i 2 botigues de material esportiu.
L'any 2000 a Veigy-Foncenex hi havia 18 explotacions agrícoles que ocupaven un total de 328 hectàrees.

## Equipaments sanitaris i escolars
L'únic equipament sanitari que hi havia el 2009 era una farmàcia.
El 2009 hi havia una escola elemental.

## Poblacions més properes
El següent diagrama mostra les poblacions més properes.